# Božidar Purić

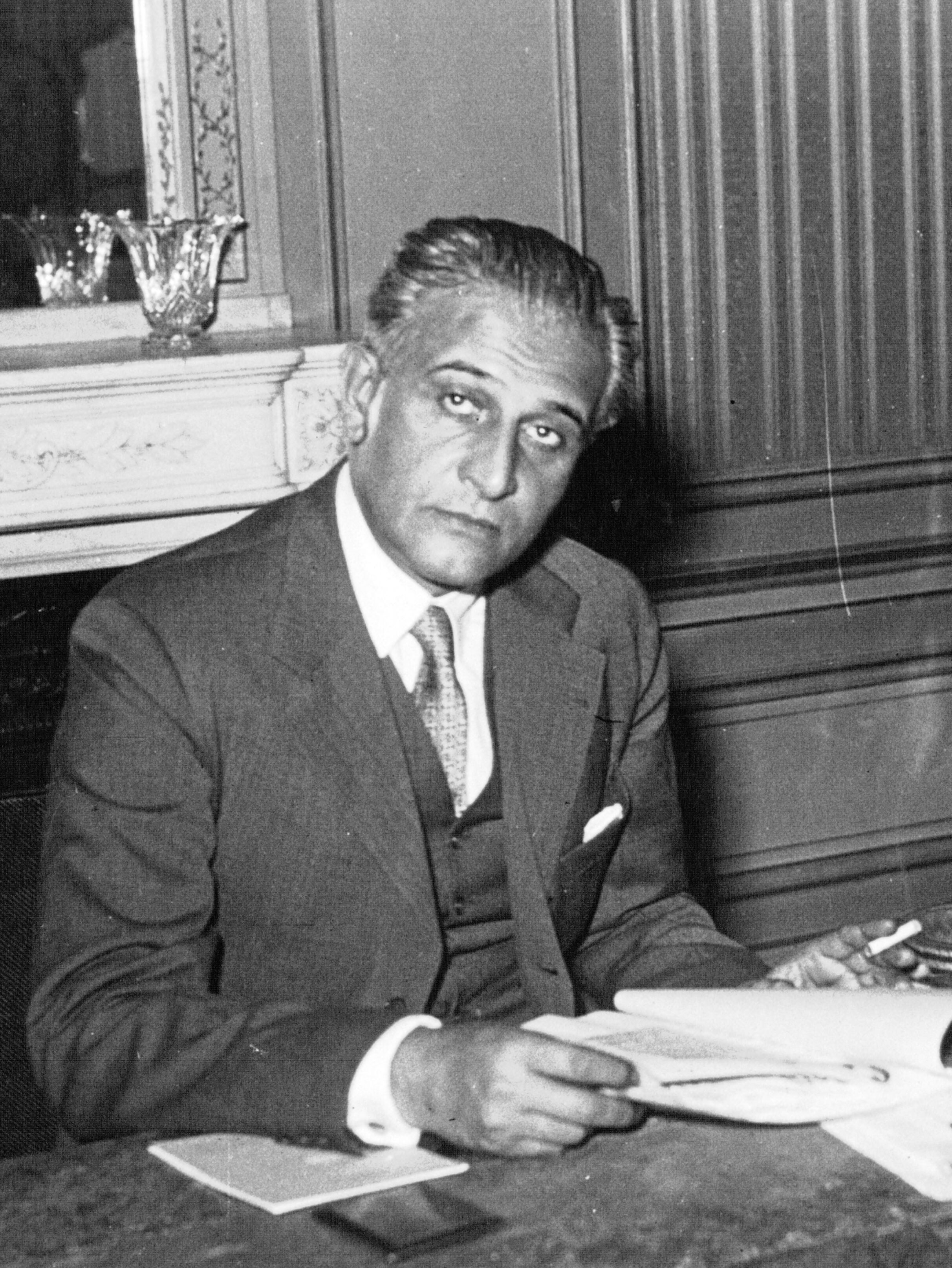

Božidar Purić (em sérvio: Божидар Пурић; 19 de fevereiro de 1891, Belgrado, Reino da Sérvia - 28 de outubro em 1977, Chicago, Illinois, Estados Unidos) foi um político e diplomata sérvio e iugoslavo, sendo Presidente do Conselho de Ministros e Ministro das Relações Exteriores do Reino da Iugoslávia.
Atuou como primeiro-ministro e ministro das Relações Exteriores do governo no exílio da Iugoslávia (de 10 de agosto de 1943 a 1 de junho de 1944), em Londres, com o apoio dos Chetniks durante a Segunda Guerra Mundial.
Depois da guerra, foi condenado à revelia pelas novas autoridades iugoslavas a 16 anos de prisão. Não retornou para a Iugoslávia e faleceu em Chicago, em 1977. 